# Asahi Breweries
Asahi Breweries, Ltd. (アサヒビール株式会社 Asahi Biiru Kabushiki Gaisha?) este o companie producătoare de bere din Japonia, fondată în 1889 în Osaka.

## Istoric

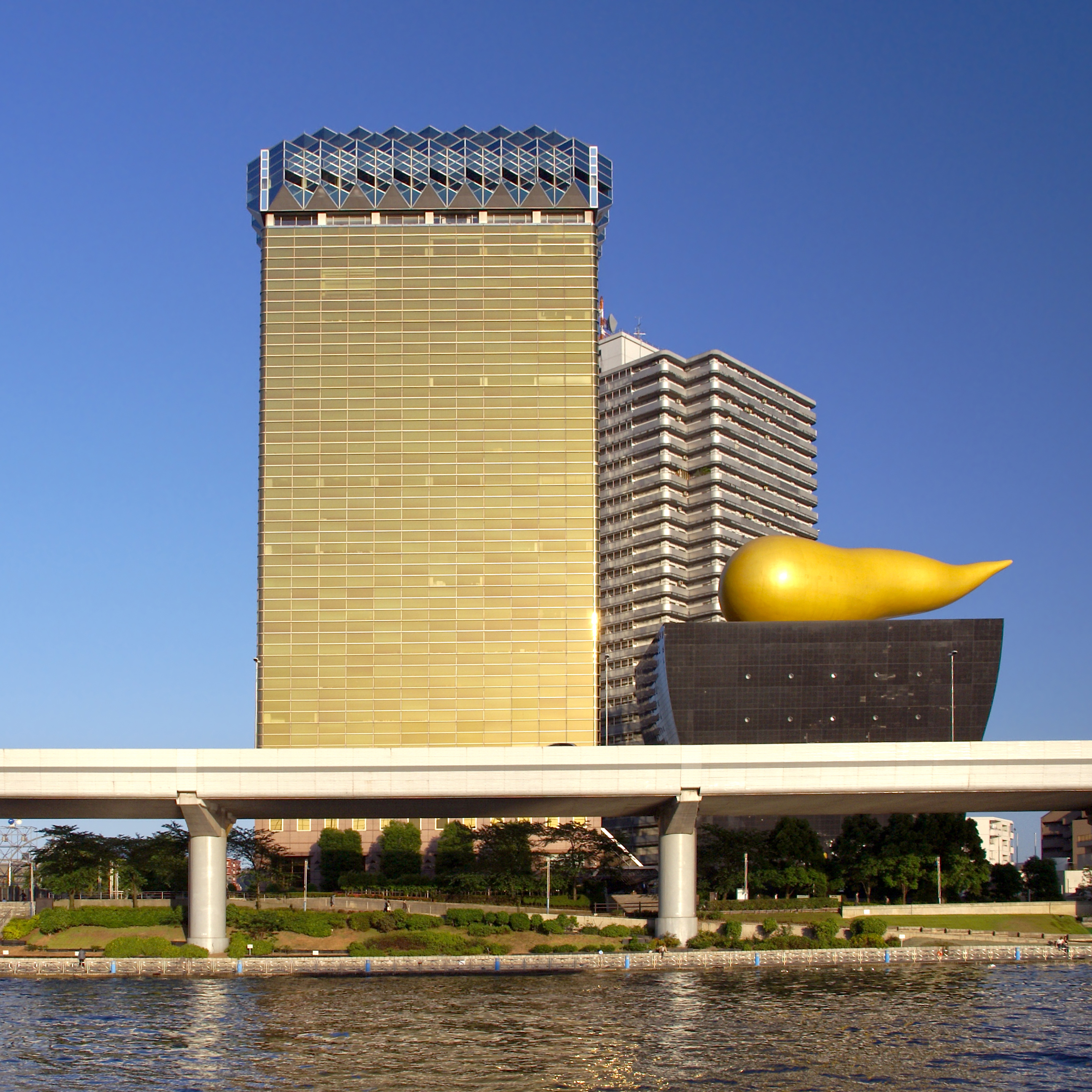
Sediul central al Asahi în Asakusa, Tokyo

Chiar dacă prima bere a companiei, Asahi Draft, datează din 1892, Asahi a fost fondată în 1889, în Osaka, cu numele de Osaka Beer Company (大阪麦酒会社 Ōsaka Bakushu Kaisha). În timpul primului Război Mondial, în fabrică lucrau prizonieri germani.
Începând cu 1987, în urma invenției și comercializării berii Asahi Super Dry, prima bere seacă din Japonia, piața berii a fost transformată și a dus la competiția berilor seci, numită Dry Senso (dorai sensō (ドライ戦争 „război pe sec”?)). Kirin a răspuns la acest produs prin lansarea unui concurent (Kirin Dry) în 1988, urmat de Sapporo (Sapporo Dry) și Suntory (Suntory Dry). Dar Asahi a reușit să-și păstreze monopolul și chiar și-a mărit cota de piață de la 10% la 40%.
În 2009, Asahi a cumpărat Schweppes Australia și 19,9% din compania chinezească Tsingtao de la Anheuser-Busch InBev pentru 667 milioane de dolari.
În 2011, Asahi a achiziționat marca Charlie's din Noua Zeelandă și Vodka Cruiser pentru 97,6 miliarde ¥.
În februarie 2016, Asahi a făcut o ofertă de preluare de 2,55 miliarde de dolari pentru a prelua de la SABMiller brandurile Peroni, Grolsch, Meantime și activele asociate. Această achiziție a fost efectuată cu scopul de a satisface cerințele autorităților concurențiale în urma achiziționării SABMiller de către Anheuser-Busch InBev.
În decembrie 2016, Asahi a anunțat achiziționarea de active în valoare de 7,8 miliarde de dolari în Europa Centrală și de Est de la SABMiller, în urma achiziției acesteia din urmă de către Anheuser-Busch InBev. Aceste active includ branduri precum Pilsner Urquell, Tyskie, Lecher și Dreier. În decembrie 2017, Asashi a vândut cota sa de 19,99% din compania Tsingtao pentru 937 milioane de dolari, în principal către Fosun International.

## Producția curentă

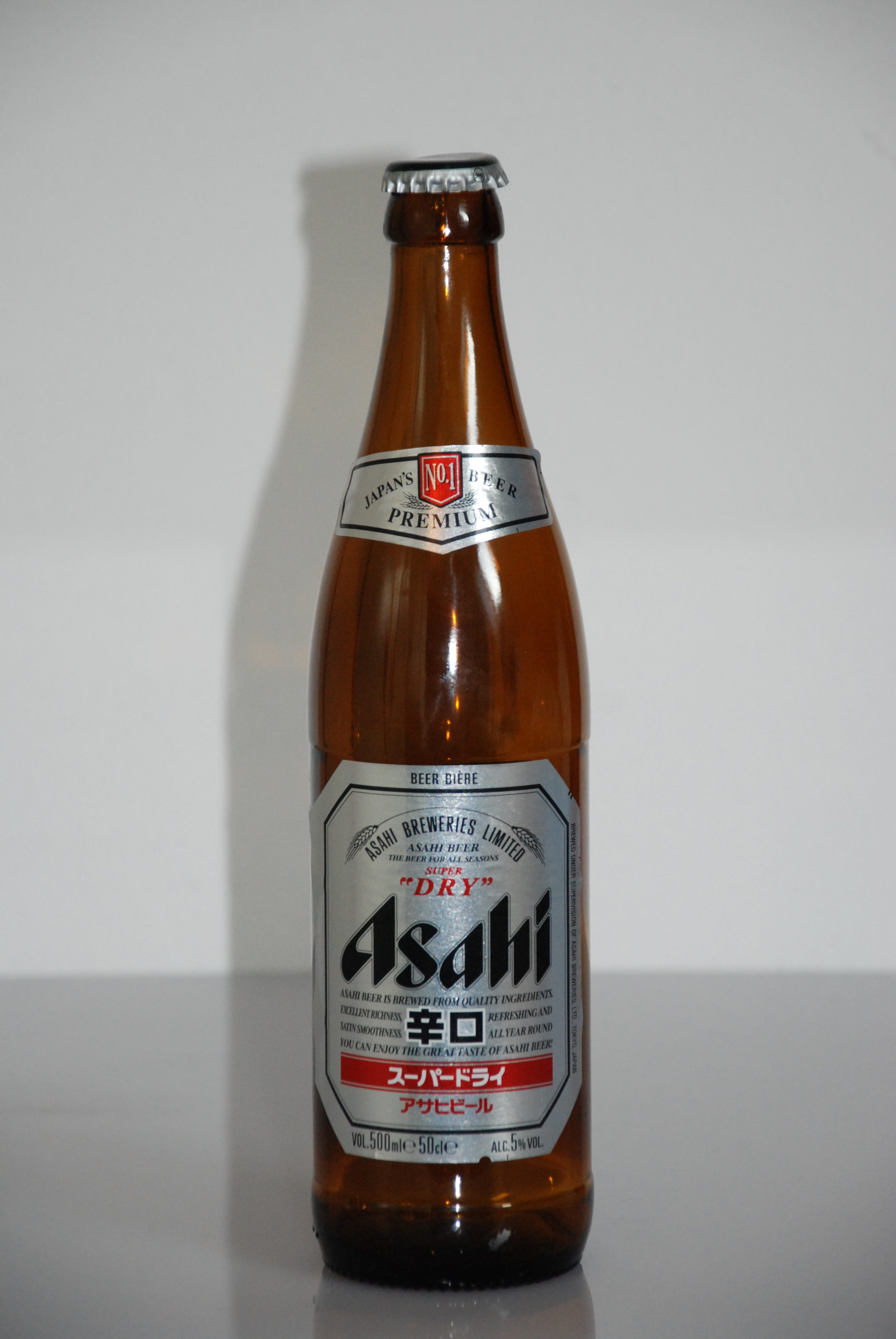
O sticlă de bere Asahi

Asahi produce, printre altele, din 1987:
- Asahi Super Dry, unul dintre brandurile de bere cele mai consumate în Japonia, alături de Sapporo și Kirin
- Asahi Stout
- Asahi Z - Lager sec
- Asahi Gold - Lager
- Asahi Black Lager
- Asahi Prime Time - Pilsener
- Asahi Orion
- Asahi Gift

### Alte mărci de bere
- Pilsner Urquell
- Tyskie
- Lecher
- Dreher
- Peroni
- Grolsch
- Meantime
- Kozel

## Organizație
Grupul are filiale active și în alte sectoare, inclusiv Nikka Whisky. De asemenea, a participat la producția de filme, precum Solar Crisis.